# Krumkake

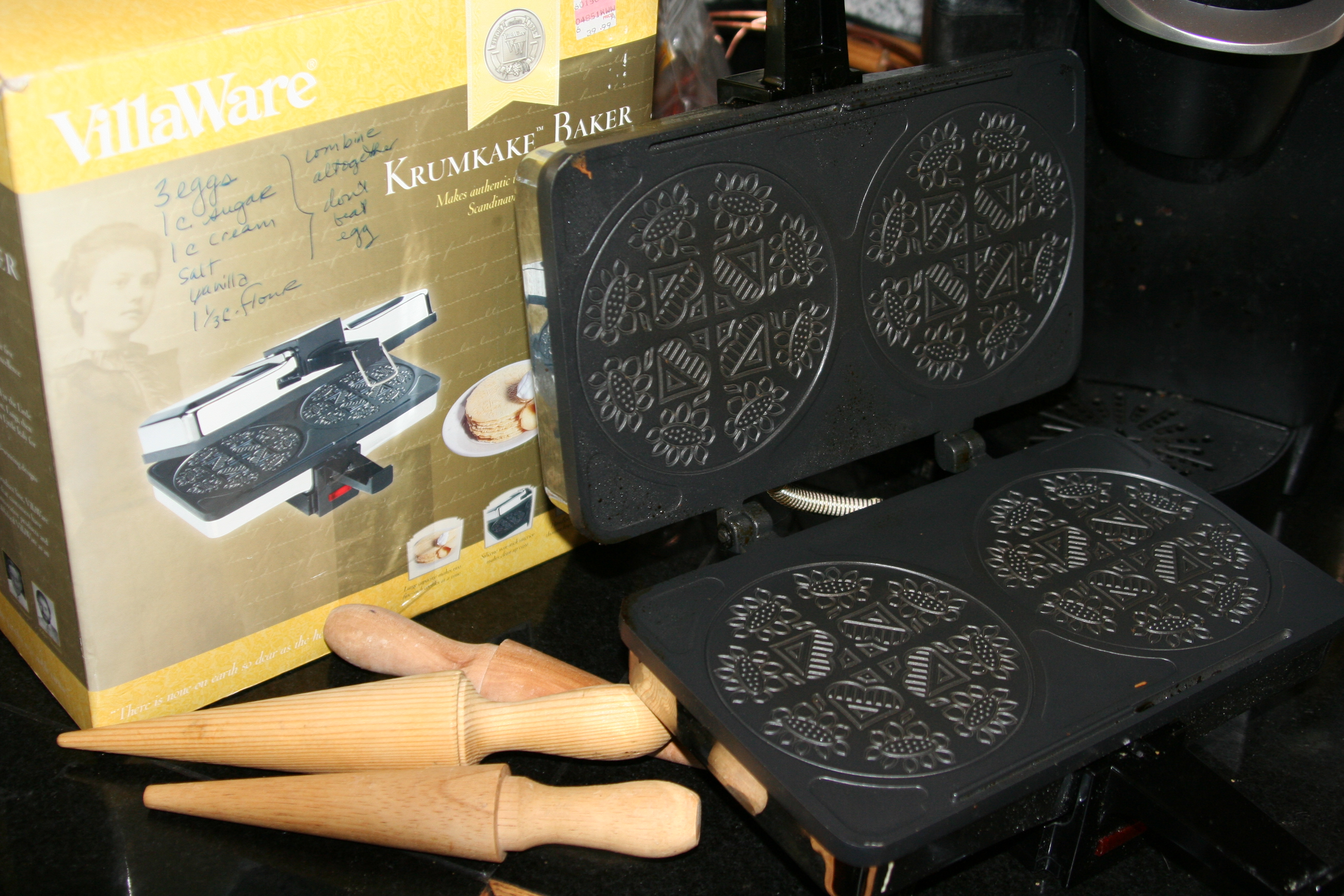
Pomůcky na výrobu krumkake

Krumkake (v doslovném překladu zakroucený dort) je dezert z norské kuchyně. Jedná se o vaflové oplatky, jejichž základem je těsto z mouky, másla, vajec, cukru a smetany. Z tohoto těsta se vytvářejí placky, jež se ohřívají pomocí nahřátých kovových plátů. Na plátech bývají vyryty obrazce, které se pak objeví i na výsledném dezertu. Krumkake jsou poté z plátů vyndány a stočeny do kuželovitého tvaru pomocí speciálního dřevěného trnu. Dezert se může plnit šlehačkou, multekremem (krémem s moruškami) nebo i dalšími náplněmi.
Jde o jídlo, které se v Norsku tradičně podává na Vánoce. Kromě Norska se krumkake také rozšířily s norskými imigranty do USA, lze se s nimi setkat především v kuchyni Amerického středozápadu.
Krumkake nejspíše vycházejí z italských dezertů cannolo nebo pizzelle.